# Willis Lamb
Willis Eugene Lamb, Jr. (12.7.1913 – 15.5.2008) là nhà vật lý người Mỹ đã đoạt Giải Nobel Vật lý năm 1955 chung với Polykarp Kusch "cho những khám phá của ông liên quan đến cấu trúc tinh tế của quang phổ hydro". Lamb và Kusch đã có thể xác định chính xác một số đặc tính điện từ của electron (xem Lamb shift).

## Cuộc đời và Sự nghiệp
Lamb sinh tại Los Angeles, California, Hoa Kỳ và học ở trường Los Angeles High School. Năm 1930, ông vào học ở Đại học California tại Berkeley và đậu bằng cử nhân Hóa học năm 1934. Ông đậu bằng tiến sĩ vật lý năm 1938 với công trình lý thuyết về sự phát tán các neutron bởi một tinh thể, do J. Robert Oppenheimer hướng dẫn.
Vì thời đó các phương pháp tính toán bị hạn chế, nên nghiên cứu của ông đã không phát hiện được Hiệu ứng Mossbauer, 19 năm trước khi nó được Mössbauer công nhận.
Lamb làm việc ở Phân khoa Vật lý Đại học Columbia từ năm 1938. Từ năm 1943 tới 1951, ông nghiên cứu ở Phòng thí nghiệm bức xạ Columbia về vấn đề làm sao để tạo ra các nguồn sóng vi ba ngắn hơn và có tần số cao hơn cho radar.
Tháng 4 năm 1947 Lamb phát hiện ra sự chênh lệch xê xích ngắn nhưng quan trọng của năng lượng trong nguyên tử hiđrô ở nhiều trạng thái khác nhau.
Phát hiện ra các hiệu ứng lượng tử của Lamb được gọi là Lamb Shift, đã khiến các nhà vật lý học suy nghĩ lại các khái niệm cơ bản đằng sau việc áp dụng lý thuyết lượng tử vào điện từ. Công trình của ông đã trở thành một trong những nền tảng của điện động lực học lượng tử (quantum electrodynamics), một khía cạnh quan trọng của Vật lý hạt cơ bản hiện đại.
Từ năm 1947 tới 1953 Lamb đã viết một loạt bài khảo cứu khoa học xuất sắc đăng trên tờ "Physical Review", đã được các nhà vật lý học nguyên tử coi là tác phẩm cổ điển.
Lamb làm giáo sư Vật lý học ở Đại học Oxford từ năm 1956 tới 1962, và cũng giảng dạy ở các Đại học Yale, Đại học Columbia, Đại học Stanford và Đại học Arizona.

## Đời tư
Lamb kết hôn với người vợ đầu tiên là Ursula Schaefer năm 1939 (chết 1996). Năm 1996 ông kết hôn với nhà vật lý học Israel Bruria Kaufman, rồi sau đó ly dị. Tháng giêng năm 2008, ông kết hôn với Elsie Wattson.
Lamb từ trần ngày 15.5.2008, thọ 94 tuổi.

## Một số giải thưởng và vinh dự
- Giải Nobel Vật lý năm 1955
- Giải thưởng Nhà nước về Khoa học, Hoa Kỳ năm 2000
- Ông được bầu làm viện sĩ Viện Hàn lâm Khoa học quốc gia Hoa Kỳ năm 1954 và Viện Hàn lâm Khoa học và Nghệ thuật Hoa Kỳ năm 1963.[2]
- Học bổng Willis Lamb Jr. dành cho các sinh viên đã tốt nghiệp trong môn Quang học được đặt theo tên ông.
- Giải Willis E. Lamb cho Khoa học Laser và Quang học Lượng tử cũng được đặt theo tên ông[3]